# NTTアワー TIME21
『NTTアワー TIME21』（エヌ・ティ・ティアワー タイム21）は、1985年4月1日から1991年3月まで日本テレビ系列で放送されたドキュメンタリー番組である。放送時間は毎週月曜 21:00 - 21:54（JST）。

## 概要
それまで月曜21時台に放送されていた連続ドラマ枠『月曜スター劇場』に代わり、毎週硬軟を混在させたドキュメンタリー作品を放送する番組として制作された。番組スタート当初は、放送開始当日に日本電信電話公社から民営化したばかりの日本電信電話株式会社 (NTT) の一社提供であったが、1986年4月にNTTを筆頭にNEC・JR貨物などの複数社提供番組となるとともに、タイトルから「NTTアワー」が外れ、『TIME21』となった。
オープニング映像はNTT一社提供時代には静止画だったが、複数社提供移行後はCGを用いた映像に変更された。また、提供クレジットも一社提供時代には白地に同社ロゴを大写しする（上に『提供』の文字が入る）様式だったが、複数社提供になってからはブルーバック画面に変更されるとともに、読み上げ時にはBGMを流していた。
番組ロゴの「2」の中には21時=夜9時を表す時計の針が描かれていた（当番組の流れをくむ『アンテナ22』でも「2」と「2」の間に22時＝夜10時を表す時計の針を描いた）。
1991年3月に6年の歴史に幕を閉じた。後継番組は『NECスーパーテレビ情報最前線』。

## ネット局
系列は番組終了時（1991年3月）のもの。
| 放送対象地域  | 放送局             | 系列                          | ネット形態             | 備考                    |
| ------------- | ------------------ | ----------------------------- | ---------------------- | ----------------------- |
| 関東広域圏    | 日本テレビ         | 日本テレビ系列                | 制作局                 |                         |
| 北海道        | 札幌テレビ         | 日本テレビ系列                | 同時ネット             |                         |
| 青森県        | 青森放送           | 日本テレビ系列 テレビ朝日系列 | 同時ネット             |                         |
| 岩手県        | テレビ岩手         | 日本テレビ系列                | 同時ネット             |                         |
| 宮城県        | ミヤギテレビ       | 日本テレビ系列                | 同時ネット             |                         |
| 秋田県        | 秋田放送           | 日本テレビ系列                | 同時ネット             |                         |
| 山形県        | 山形テレビ         | フジテレビ系列                | 同時ネット             | [ 1 ]                   |
| 福島県        | 福島中央テレビ     | 日本テレビ系列                | 同時ネット             |                         |
| 新潟県        | テレビ新潟         | 日本テレビ系列                | 同時ネット             |                         |
| 長野県        | テレビ信州         | 日本テレビ系列 テレビ朝日系列 | 同時ネット             | [ 2 ]                   |
| 山梨県        | 山梨放送           | 日本テレビ系列                | 同時ネット             |                         |
| 静岡県        | 静岡第一テレビ     | 日本テレビ系列                | 同時ネット             |                         |
| 富山県        | 北日本放送         | 日本テレビ系列                | 同時ネット             |                         |
| 石川県        | テレビ金沢         | 日本テレビ系列                | 同時ネット             | 1990年4月開局から       |
| 福井県        | 福井放送           | 日本テレビ系列 テレビ朝日系列 | 遅れネット →同時ネット | 1986年4月からネット開始 |
| 中京広域圏    | 中京テレビ         | 日本テレビ系列                | 同時ネット             |                         |
| 近畿広域圏    | よみうりテレビ     | 日本テレビ系列                | 同時ネット             |                         |
| 鳥取県 島根県 | 日本海テレビ       | 日本テレビ系列                | 同時ネット             |                         |
| 広島県        | 広島テレビ         | 日本テレビ系列                | 同時ネット             |                         |
| 山口県        | 山口放送           | 日本テレビ系列 テレビ朝日系列 | 同時ネット             |                         |
| 徳島県        | 四国放送           | 日本テレビ系列                | 同時ネット             |                         |
| 香川県 岡山県 | 西日本放送         | 日本テレビ系列                | 同時ネット             |                         |
| 愛媛県        | 南海放送           | 日本テレビ系列                | 同時ネット             |                         |
| 高知県        | 高知放送           | 日本テレビ系列                | 同時ネット             |                         |
| 福岡県        | 福岡放送           | 日本テレビ系列                | 同時ネット             |                         |
| 熊本県        | くまもと県民テレビ | 日本テレビ系列                | 同時ネット             |                         |
| 鹿児島県      | 鹿児島テレビ       | 日本テレビ系列 フジテレビ系列 | 遅れネット             | [ 5 ]                   |
| 沖縄県        | 沖縄テレビ         | フジテレビ系列                | 遅れネット             | 1987年からネット開始    |

## 備考
- 日本テレビでは、金曜日10:30 - 11:25や平日16:00 - 16:55（青春アワー・青春アクションシリーズ終了後の一時期）に再放送された。
- 1986年、当番組の撮影でケニアを訪れた松島トモ子がライオンとヒョウに襲われ瀕死の重傷を負った。（詳細は松島トモ子#2度の猛獣襲撃事故を参照）

## 歴代スタッフ
- プロデューサー：柏木登
- 制作（チーフプロデューサー）：藤原千晶